# 座頭市血笑旅
『座頭市血笑旅』（ざとういちけっしょうたび）は、1964年の日本映画。勝新太郎の代表作、座頭市シリーズの第8作。

## あらすじ
座頭市は旅の途中で体調を崩した女と出会い、自身が乗っていた籠を譲る。しかし、市の命を狙う和平次一味が、籠に彼が乗っていると思い込み襲撃したため、女は殺されてしまう。女は宮木村の宇之助の妻で、夫の借金を返済するために出稼ぎに出され、完済して故郷に帰る途中だった。責任を感じた市は、女の赤ん坊を宇之助に届けるために宮木村に向かう。その途中、市は和平次一味に襲われるが、これを返り討ちにして旅を続ける。和平次は同業者・麻古女の半五郎と出会い、彼の助力を得て再び市を襲うが、半五郎一味は皆殺しにされ、和平次一味は逃げ出す。
宮木村に向かう途中、市は賭場に出入りして一儲けする。賭け金を得て出発しようとするが、侍の財布を盗んだスリのお香に助けを求められる。侍を追い返した市は、お香を赤ん坊の世話役として旅に同行させるが、満足に世話をすることも出来ずに旅先でスリを働くお香と口論になってしまう。旅先の旅館でお香はトラブルを起こし、力士を怒らせてしまう。詫びに入った市は力士に袋叩きにされ、それを好機と思った和平次一味に襲われる。市は和平次一味を皆殺しにし、生き残った和平次は一人その場を逃げ出す。お香は赤ん坊の世話をするうちに心を入れ替え、「スリを止める」と市に伝える。
宮木村に到着した市は、赤ん坊を宇之助の元に届けるが、「妻も子供もいない」と追い返されてしまう。宇之助は借金の返済を理由に妻を追い出し、ヤクザの親分の娘と結婚して名を挙げようとしており、その性根を見て憤った市は赤ん坊を連れて帰る。市と入れ違いに和平次が宇之助の元を訪れ、共に市を殺そうと計画する。女の遺髪を寺に届けた市は、住職から赤ん坊を預けるように提案される。市は自分で赤ん坊を育てようと申し出を断るが、「流れ者のあなたに育てられて、赤ん坊がヤクザになっても良いのか」と諭され、住職に赤ん坊を預ける。そこに和平次が「市を差し出さなければ寺を焼く」と脅しをかけ、市は彼らが待つ山に向かう。和平次と宇之助は市を火攻めにして聴覚を奪い襲いかかるが、市に反撃され皆殺しにされる。市は赤ん坊とお香に別れを告げ、旅を続ける。

## スタッフ
- 企画：高森富夫、財前定生
- 原作：子母沢寛
- 脚本：星川清司、吉田哲郎、松村正温
- 監督：三隅研次
- 撮影：牧浦地志
- 録音：大谷巌
- 音楽:伊福部昭
- 照明：山下礼二郎
- 美術：内藤昭
- 色彩技術：小池清茂
- 編集：菅沼完二
- スチール：西地正満
- 製作主任：今村喬

## 出演者
- 座頭市：勝新太郎
- お香：高千穂ひづる
- 宮木村の宇之助：金子信雄
- 了海：加藤嘉
- 文殊の和平次：石黒達也
- 菊蔵：北城寿太郎
- 麻古女の半五郎：杉山昌三九
- 相撲取り小手丑：天王寺虎之助
- 白首の女：毛利郁子
- 野呂平太夫：伊達三郎
- 島蔵：藤山浩二
- 猪蔵：橋本力
- 庄屋喜右衛門：南部彰三
- おとよ：川口のぶ